# Nola hiranoi
Nola hiranoi är en fjärilsart som beskrevs av Inoue 1991. Nola hiranoi ingår i släktet Nola och familjen trågspinnare. Inga underarter finns listade i Catalogue of Life.